# Schildförmige Eichenschrecke
Die Schildförmige Eichenschrecke (Cyrtaspis scutata) ist eine Langfühlerschrecke aus der Unterfamilie der Eichenschrecken (Meconematinae) innerhalb der Überfamilie der Laubheuschrecken.

## Merkmale
Die Schildförmige Eichenschrecke ist aufgrund ihrer Körperform mit anderen Langfühlerschrecken nicht zu verwechseln. Der Hinterleib ist kurz und abgestumpft, der Thorax ist verbreitert und nach hinten stark verlängert und verdeckt bei beiden Geschlechtern die rückgebildeten Flügel. Der kleine Kopf steht ungewöhnlich schräg am Körper. Die gelbbraunen Fühler sind etwas weniger als doppelt so lang wie der Körper. Die Art trägt an den Unterschenkeln ihrer relativ kurzen Beine winzige Stacheln. Die Grundfarbe ist hellgrün, der gesamte Körper ist jedoch mit weißen oder gelblichen Punkten überzogen. Die Unterschenkel des letzten Beinpaars können leicht gelbbraun getönt sein. Die Oberschenkel dieses Beinpaares tragen dunkle Sprenkel. Die Facettenaugen sind gelblich mit einem dunklen Punkt. In der Größe gleicht sie den beiden Meconema-Arten.

## Lebensweise und Verbreitung
Die Schildförmige Eichenschrecke bewohnt Wälder, Waldränder und offene Landschaften mit Baum- oder Strauchbewuchs. Sie ist durch das Abklopfen von randständigen Eichen zu finden und kommt oft in denselben Gebieten wie die Gemeine Eichenschrecke und die Südliche Eichenschrecke vor, was die Suche nach ihr erleichtern kann. Ihr Verbreitungsgebiet erstreckt sich von der Türkei über Griechenland, die Adriaküste entlang bis nach Italien und über Südfrankreich bis nach Spanien und Portugal. Seit mindestens 2016 besteht auch in den Niederlanden, im Stadtpark von Amersfoort, ein isoliertes Vorkommen. Feinde dieser Art sind zum Beispiel Grabwespen der Gattung Tachysphex und die in Mitteleuropa seltene Heuschreckensandwespe.
Die Imagines treten von August bis Januar, manchmal noch bis April auf.